# Joseph Dixon (Politiker, 1867)

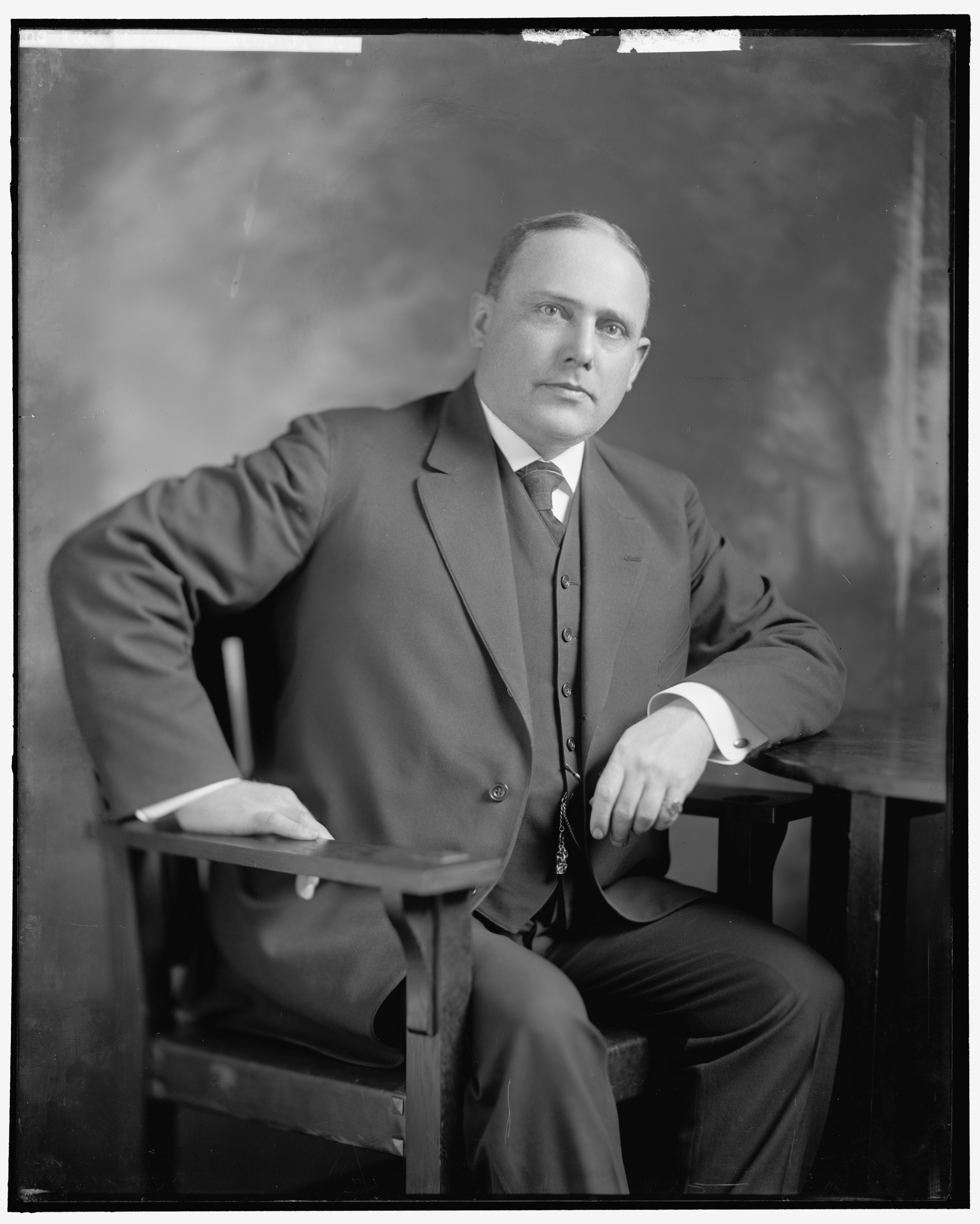
Joseph Dixon

Joseph Moore Dixon (* 31. Juli 1867 in Snow Camp, Alamance County, North Carolina; † 22. Mai 1934 in Missoula, Montana) war ein US-amerikanischer Politiker (Republikanische Partei) und von 1921 bis 1925 der siebte Gouverneur von Montana. Außerdem vertrat er diesen Staat in beiden Kammern des Kongresses.

## Frühe Jahre und politischer Aufstieg
Joseph Dixon besuchte das Earlham College in Indiana und bis 1889 das Guilford College in North Carolina. Im Jahr 1891 zog er nach Missoula in Montana, wo er Jura studierte. Nach seiner im Jahre 1892 erfolgten Zulassung als Rechtsanwalt wurde er zwischen 1893 und 1895 stellvertretender und von 1895 bis 1897 regulärer Bezirksstaatsanwalt. Im Jahr 1900 wurde Dixon in das Repräsentantenhaus von Montana gewählt. Zwischen 1903 und 1907 war er Mitglied des US-Repräsentantenhauses und von 1907 bis 1913 war er im Senat. Im Jahr 1920 wurde er als Kandidat seiner Partei zum neuen Gouverneur von Montana gewählt.

## Gouverneur von Montana
Dixon trat sein neues Amt am 3. Januar 1921 an. Während seiner Amtszeit wurde Montana von einer großen Trockenheit heimgesucht, die vor allem in der Landwirtschaft zu Problemen führte. In der Verwaltung führte der Gouverneur einige innere Reformen durch. Außerdem wurde die Steuergesetzgebung reformiert. Im Jahr 1924 bewarb sich Dixon erfolglos um seine Wiederwahl. Aus diesem Grund musste er am 4. Januar 1925 aus seinem Amt ausscheiden. Nach dem Ende seiner Amtszeit widmete sich Dixon seinen privaten Interessen. Im Jahr 1928 bewarb er sich erfolglos um einen Sitz im Senat. Zwischen 1929 und 1933 war er Stellvertretender Innenminister. Er war mit Carolyn Worden verheiratet, mit der er sechs Kinder hatte.